# Adolfino Cañete
Adolfino Cañete Azcurra (Asunción, 13 settembre 1957) è un ex calciatore paraguaiano, di ruolo centrocampista.

## Caratteristiche tecniche
Giocava come centrocampista offensivo.

## Carriera

### Club
Nel 1976 debuttò nella prima squadra del River Plate di Asunción, sua città natale; passò le successive stagioni nel Sol de América, fino al 1980, anno in cui si trasferì all'estero, in Argentina. La prima esperienza di Cañete lontano dai confini paraguaiani si rivelò positiva: tra il 1980 e il 1984 superò le duecento presenze con il Ferro Carril Oeste di Buenos Aires, vincendo due titoli Nacional nel 1982 e nel 1984 (nel primo di questi, la sua squadra riuscì a terminare il torneo imbattuta). Nello stesso 1984, in seguito al campionato vinto in Argentina, Cañete scelse di trasferirsi nella nazione designata a ospitare il Mondiale nel 1986, vale a dire il Messico. Nel Cruz Azul di Città del Messico il centrocampista riuscì a disputare per intero una sola stagione (la 1984-1985), e in seguito al termine del Mondiale lasciò il Centroamerica per tornare nel proprio subcontinente d'origine, l'America meridionale. Difatti, prese parte a una stagione in Colombia con l'Unión Magdalena, ma presto fu nuovamente tentato dall'Argentina; il Deportivo Mandiyú lo acquistò, e Cañete vi rimase per la Primera División 1987-1988. Successivamente fu il Talleres ad assicurarsi le prestazioni del paraguaiano, e, salvo una breve parentesi al Cobreloa in Cile, il centrocampista rimase in Argentina fino al termine della carriera, giocando per Lanús e Colón.

### Nazionale
Debuttò in Nazionale il 16 ottobre 1985. Fu successivamente convocato per il campionato del mondo 1986; nella competizione giocò come attaccante contro Iraq e Messico a fianco di Mendoza, mentre contro Belgio e Inghilterra ricoprì il suo usuale ruolo di centrocampista offensivo. In seguito, partecipò alla Copa América 1987, disputando entrambi gli incontri da titolare nel centrocampo del CT Parodi. Nella 1989, l'argentino Manera lo impiegò nella maggior parte delle partite (cinque delle sette giocate della Nazionale), ancora una volta come trequartista. La sua ultima presenza internazionale risale al 1989.

## Palmarès

### Club

#### Competizioni nazionali
- Campionato argentino: 2

Ferro Carril Oeste: Nacional 1982, Nacional 1984